# تیم نایت رایدر
تیم نایت رایدر (انگلیسی: Team Knight Rider) یک مجموعهٔ تلویزیونی آمریکایی است که بر پایهٔ سریالی قدیمی تر به همین نام اثر گلن ای. لارسن ساخته شد و در سال‌های ۱۹۹۷ تا ۱۹۹۸ میلادی پخش شد.

## بازیگران
- بریکستون کارنز
- کریستین استیل
- دوین دیویس
- نیک وکسلر
- ریک کاپ
- لوول دین
- استیو فارست
- جیم فایف
- جیم پوداک
- مارتا مارتین
- رولاند کیکینگر
- کتی تراگسر
- وینس والدرون
- استیو شریدان
- راینر گرنت

## صداپیشگان
- تام کین
- نیا واردالوس
- کریگان میهن
- آندره‌آ بوتنر
- جان کسیر
- دیوید مک‌کالوم